# ラトーヤ・サンダース
ラトーヤ・アントワネット・プリングル（1986年9月11日-）、別名ラトーヤ・アントワネット・サンダースまたはララ・サンダースは、ワシントン・ミスティクス（WNBA）所属のアメリカとトルコのプロバスケットボール選手である 。サンダースは、小さめのフォワード/センターであり、2008年のWNBAドラフトでフェニックス・マーキュリーにドラフトされる前に、ノースカロライナ大学で大学バスケットボールをプレイしていた。 現在、彼女はトルコのカイセリバスケットボールでもプレイしている。